# Jean Chalgrin
Jean-François-Thérèse Chalgrin (Parigi, 1739 – Parigi, 21 gennaio 1811) è stato un architetto francese.

## Biografia
Nato a Parigi nel 1739, Chalgrin fu allievo di Giovanni Niccolò Servandoni e di Étienne-Louis Boullée, dai quali derivò un robusto orientamento neoclassico.
Dopo aver vinto l'ambitissimo Prix de Rome, divenne pensionnaire dell'Accademia di Francia a Roma, città dove si recò nel novembre 1759. All'epoca l'Urbe, fonte inesauribile di cultura e di ispirazione classica, era la sede privilegiata del movimento neoclassico ed era animata dalle stampe di Giovan Battista Piranesi e dagli scritti di Johann Joachim Winckelmann, che certamente lasciarono un'impronta profonda nella fantasia di Chalgrin.
Rientrato in Francia, cominciò la sua attività ispirandosi al Neoclassicismo di Jacques-Germain Soufflot.
A Parigi Chalgrin supervisionò per un breve periodo la costruzione di diversi edifici, fra i quali merita una menzione speciale l'Hôtel Saint-Florentin di Ange-Jacques Gabriel, per il quale disegnò l'accesso per il cour d'honneur in uno stile squisitamente neoclassico.
La prima opera significativa dello Chalgrin, tuttavia, è la chiesa di Saint-Philippe-du-Roule, realizzata a Paris tra il 1774 e il 1784, il cui progetto risaliva ad alcuni anni prima: l'edificio, a pianta basilicale, presenta una navata coperta da una volta a botte decorata a cassettoni e sorretta da una teoria di colonne ioniche. Questo schema esercitò una certa influenza nell'architettura dell'epoca.
Altre realizzazioni significative di Chalgrin sono il palazzo Lavrillière (1765-67, oggi Rothschild), il vestibolo e lo scalone d'onore del palazzo del Lussemburgo e la torre settentrionale della chiesa di Saint Sulpice. A partire dal 1806 si occupò dell'Arco di Trionfo di Parigi, simbolo della grandezza dell'Impero di Napoleone Bonaparte. Lo Chalgrin ne gettò le fondamenta, e l'opera sarebbe poi stata completata dopo la sua morte (avvenuta a Parigi il 21 gennaio 1811) nel 1836, sotto Luigi Filippo, da Jean-Nicolas Huyot.
Nel 1807 ricostruì il Teatro dell'Odeon, secondo i disegni originari di Marie-Joseph Peyre e Charles De Wailly.

## Opere maggiori

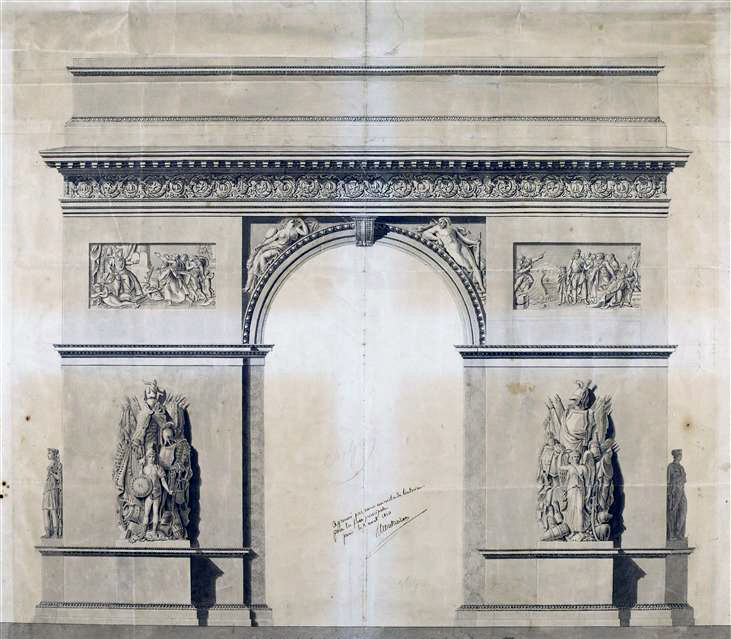
Progetto per l'Arco di Trionfo di Parigi (1806 circa)

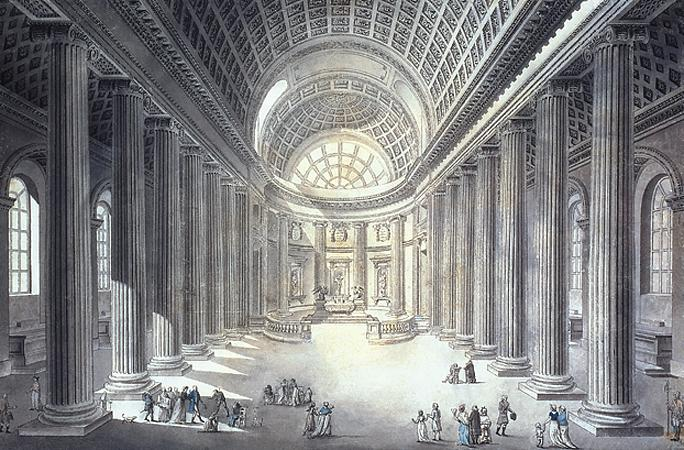
Chiesa di Saint-Philippe-du-Roule, Parigi (1785 circa)

- 1767-1769: Hôtel Saint-Florentin (poi Hôtel de Langeac, Hôtel Talleyrand-Périgord), per il conte di Saint-Florentin; demolito nel 1842;
- 1767-1770: Hôtel de Mademoiselle de Luzy (Parigi, rue Férou);
- 1774-1780: Interventi vari al Collège de France (Parigi, rue des Écoles);
- 1777-1780: Restauro della facciata e costruzione della torre settentrionale alla chiesa di Saint Sulpice (Parigi);
- ????-1778: Chapelle du Saint-Esprit (Parigi, rue Lhomond);
- 1780: Ancienne Laiterie de Madame Versailles, 2 rue Vauban;
- ????-1780: Padiglione musicale per la contessa di Provenza (Versailles, 111 avenue de Paris);
- 1774-1784: Chiesa di St. Philippe-du-Roule (Parigi);
- 1799-1805: Interventi vari al palazzo del Lussemburgo, con vestibolo e scalone d'onore;
- 1806-1811: Completato dopo la morte di Chalgrin, nel 1836: Arc de Triomphe, Place de l'Étoile (Parigi).